# Platinmetalle
Als Platinmetalle oder Platinoide, im Englischen auch Platinum Group Metals (PGM) oder Platinum Group Elements (PGE), werden bezeichnet:
- die Elemente der Gruppen 8 bis 10 der 5. Periode (die „leichten Platinmetalle“: Ruthenium (Ru), Rhodium (Rh), Palladium (Pd)) und
- die Elemente der Gruppen 8 bis 10 der 6. Periode (die „schweren Platinmetalle“: Osmium (Os), Iridium (Ir), Platin (Pt)).

Alle Platinmetalle sind Edelmetalle, haben hohe Dichten und ähnliche physikalische und chemische Eigenschaften; sie fallen bei der Nickel- und Kupferherstellung als Nebenprodukte an.

## Platingruppe (veraltet)
Vereinzelt wird auch der Begriff Platingruppe für die genannten sechs Elemente verwendet, obwohl dieser an anderer Stelle auch für die 10. Gruppe des Periodensystems der Elemente mit den Elementen Nickel, Palladium und Platin, allgemein Nickelgruppe, genutzt wird. Arnold Frederick Holleman und Egon Wiberg definierten 1971 die Platingruppe als nur aus den beiden Elementen Palladium und Platin bestehend. Der Begriff Platingruppe gilt als veraltet.